# Бернд Фрейтаґ фон Лорінґгофен
Барон Бернд Фрейтаґ фон Лорінґгофен (нім. Bernd Freiherr Freytag von Loringhoven; 6 лютого 1914 — 27 лютого 2007, Мюнхен) — німецький офіцер, майор вермахту, генерал-лейтенант бундесверу. Кавалер Німецького хреста в золоті.

## Біографія
Представник давнього балтійського роду. Учасник Польської і Французької кампаній. Як командир роти брав участь у Сталінградській битві. Був серед останніх військовиків, евакуйованих зі Сталінградського котла. З липня 1944 року — ад'ютант начальників Генштабу Гайнца Гудеріана і Ганса Кребса, до 30 квітня 1945 року брав участь у щоденних нарадах в рейхсканцелярії та фюрербункері. Разом із Гергардом Больдтом покинув Берлін і здався британським військам на Гафелі. В 1948 році звільнений з полону.
В 1956 році поступив на службу в бундесвер, в 1973 році вийшов у відставку. Лорінґгофена неодноразово просили про його працю у фюрербункері. Одним із перших був британський історик Г'ю Тревор-Ропер, який взяв у Лорінґгофена інтерв'ю, коли той перебував у полоні. Був консультантом під час зйомок фільму «Бункер».

## Нагороди
- Медаль «За вислугу років у Вермахті» 4-го класу (4 роки)
- Залізний хрест
  - 2-го класу (1 жовтня 1939)
  - 1-го класу (18 червня 1940)
- Нагрудний знак «За танкову атаку»
- Нагрудний знак «За поранення» в чорному
- Медаль «За зимову кампанію на Сході 1941/42»
- Німецький хрест в золоті (23 січня 1943) — за заслуги під час Сталінградської битви.
- Орден Святого Йоанна (Бранденбург), лицар
  - Канцлер ордену (1979—1989)
  - Намісник ордену (1989—1992)
- Орден «За заслуги перед Федеративною Республікою Німеччина», командорський хрест (1972)